# Бєлюгов Олександр Євгенович
Олександр Євгенович Бєлюгов Історик Росії кінця XIX ст.
У першій половині 1890-х отримав вищу освіту на історичному відділенні історико-філологічного ф-ту Імператорського Новоросійського університету. Найбільший вплив на формування його наукових інтересів мали проф-и Г. Перетяткович, І. Линниченко. Був залишений в аспірантурі у Г. Перетятковича. У 1896–1900 працював на посаді приват-доцента історико-філологічного ф-ту Імператорського Новоросійського університету, читав спеціальні курси «Історія Росії від Петра Великого до Катерини ІІ», «Історія царювання імператора Павла І та Олександра І», «Історія взаємин дворянства та уряду Росії після реформ Петра Великого», «Історія взаємин землевласників та сільського населення Росії XVII — XVIII cт.».
Темою його дисертації була історія російського селянства наприкінці XVIII ст. 1889 був обраний членом — історико-філологічне товариство при Імператорського Новоросійського університету, на засіданнях якого апробовував частини своєї дисертації (зокрема, у 1897 прочитав доповідь «Матеріали для історії Тамбовського краю 17 ст.»), брав участь в обговоренні інших доповідей. Однак у 1903, не відчуваючи перспективи посісти кафедру руської історії ІНУ та потребуючи грошей, обрав кар'єру інспектора навчальних закладів на Кавказі, зокрема, у Тбілісі. Надалі підтримував взаємини з І. Линниченком, однак у науку вже не повернувся.

## Праці
- По-поводу некоторых крестьянских порядных, касающихся прикрепления по старине // ЛИФО при ИНУ. — Т. 7. — Одесса, 1899;
- О некоторых законах императора Павла, касающихся крестьян // ЛИФО при ИНУ. — Т. 7. — Одесса, 1899.